# Dixie Egerickx
Dixie Egerickx (Londen, 31 oktober 2005) is een Brits actrice. Ze is onder andere bekend van haar rol in de film The Secret Garden.

## Biografie
Egerickx werd geboren in het westen van Londen. Ze werd op achtjarige leeftijd gescout door Kate Bone van Nina Gold Casting. Ze begon met acteren op het Londense toneel als het personage Igenia in Robert Icke's adaptatie van Orestie. Hierna volgden voor Egerinckx diverse rollen in het nationale theater. In de televisieserie Churchill's Secret maakte Egerickx haar televisiedebuut.
Egerickx verscheen in 2017 in de televisieserie Genius van National Geographic en in 2018 in Patrick Melrose. In de film The Little Stranger maakte Egerickx haar filmdebuut. Screen International nam Egerickx op een lijst van Stars of Tomorrow in 2019. Een jaar later speelde Egerickx in de dramafilm Summerland en vertolkte ze de rol van Mary Lennox in The Secret Garden. In 2019 speelde Egerickx in een pilot van een prequel van Game of Thrones. Daarnaast speelde ze de rol van Jo Ransome in de Apple TV+ serie The Essex Serpent, geregisseerd door Clio Barnard. In 2023 voltooide Egerickx de opnames voor de rol van Anna voor de film Rich Flu, geregisseerd door Galder Gaztelu-Urrutia.

## Filmografie

### Films
| Jaar | Titel               | Rol                | Opmerkingen |
| ---- | ------------------- | ------------------ | ----------- |
| 2017 | The Wyrd            | Beda               | Korte film  |
| 2017 | Mirette             | Mirette            | Korte film  |
| 2018 | The Little Stranger | Gillian Baker-Hyde |             |
| 2020 | The Secret Garden   | Mary               |             |
| 2020 | Summerland          | Edie               |             |

### Televisie
| Jaar | Titel                    | Rol             | Extra          |
| ---- | ------------------------ | --------------- | -------------- |
| 2016 | Churchill's Secret       | Jonge Sarah     | Televisiefilm  |
| 2017 | A Royal Winter           | Katya           | Televisieifilm |
| 2017 | Genius                   | Alice Edwards   | 1 afl.         |
| 2017 | The Watcher in the Woods | Ellie Carstairs | Televisiefilm  |
| 2018 | Patrick Melrose          | Lucy            | 1 afl.         |
| 2022 | The Essex Serpent        | Jo Ransome      |                |